# Voivodina
Pronunciação
A Província Autônoma da Voivodina (em sérvio: Аутономна Покрајина Војводина; romaniz.: Autonomna Pokrajina Vojvodina; em croata: Autonomna Pokrajina Vojvodina; em húngaro: Vajdaság Autonóm Tartomány; em eslovaco: Autonómna Provincia Vojvodina; em romeno: Provincia Autonomă Voivodina) é a província setentrional da Sérvia. Sua capital é Novi Sad, que é também a segunda maior cidade do país (atrás somente de Belgrado) e a maior da região, sendo Subotica a segunda maior cidade.
Uma das duas províncias autônomas da Sérvia, juntamente com o Cosovo, que se declarou independente, a Voivodina é extremamente variada do ponto de vista étnico, com mais de 26 diferentes grupos étnicos e seis línguas oficiais, o que reflete a diversidade cultural e linguística da região.
Os habitantes de origem sérvia constituem 65,05% da população; os de origem húngara, 14,28%; os de origem eslovaca, 2,79%; os de origem croata, 2,78%; 15,1% pertencem a outros grupos étnicos (dados de 2002).
O nome Voivodina em sérvio significa "ducado", ou "voivodia". O seu nome histórico era Ducado Sérvio (o adjetivo "sérvio" caiu em desuso quando a província passou a integrar a Sérvia). É uma província autónoma desde 1 de setembro de 1992.

## População
| 2002      | 2011      |
| 2 031 992 | 1 931 809 |